# Église Saint-Martin de Lenax
L'église Saint-Martin est l'église catholique du village de Lenax dans l'Allier. Dédiée à saint Martin, apôtre des Gaules, elle dépend de la paroisse Notre-Dame-de-l'Alliance qui fait partie du diocèse de Moulins.

## Histoire

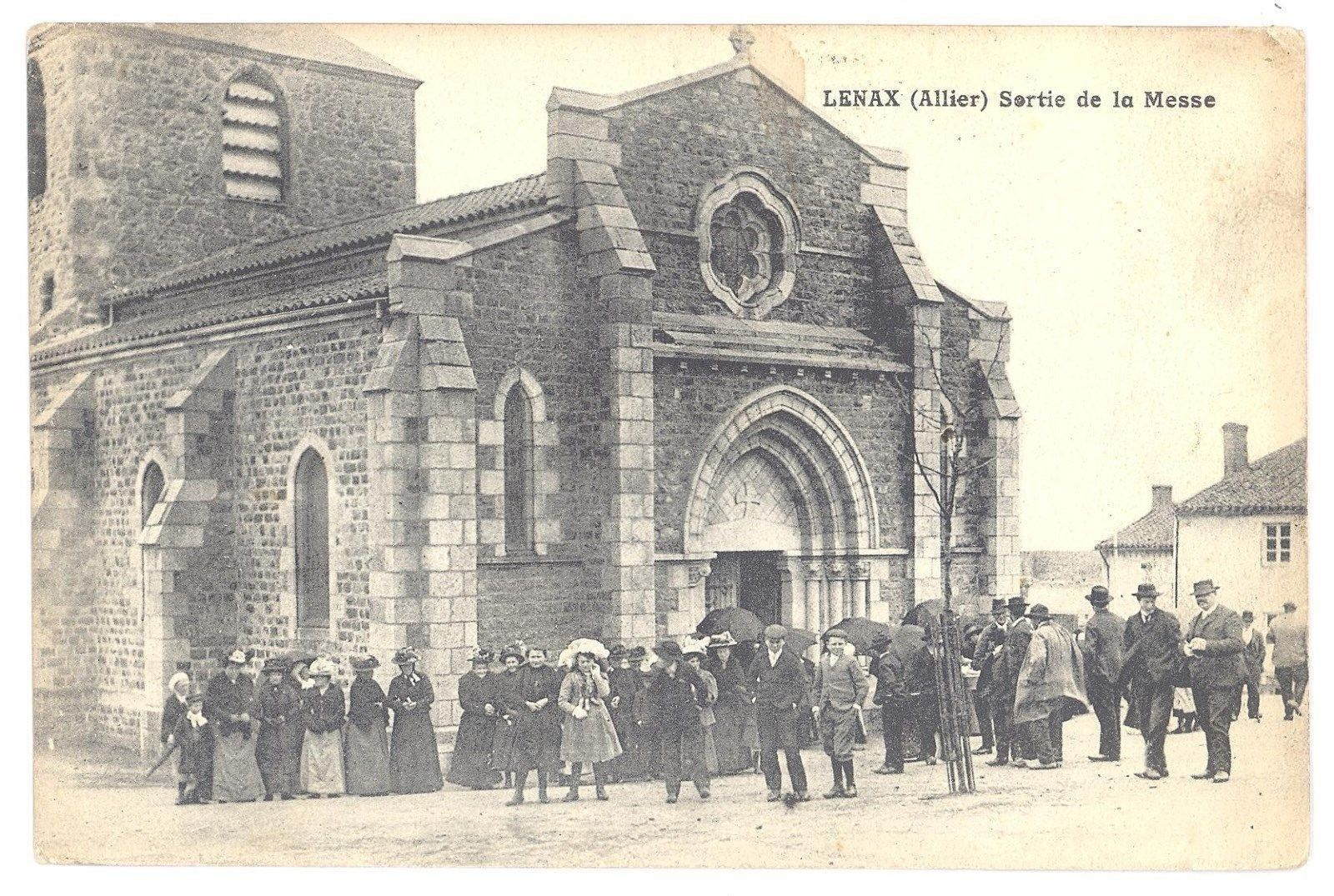
Sortie de messe en 1910.

L'église a conservé de l'époque gothique la travée du chœur et l'abside à fond plat avec sa grande baie à double ébrasement. L'architecte René Moreau, à la fin du XIXe siècle, a bâti les trois travées de la nef avec deux collatéraux étroits.
L'église n'est ouverte que rarement pendant l'année pour des célébrations (enterrements surtout), mais elle ouvre en été pour la visite des touristes. En effet, le village a été frappé depuis un siècle et surtout depuis les années 1960 par un exode rural continu qui a vidé sa population, passée de mille habitants en 1900 à un peu plus de deux cents dans les années 2010.

## Description

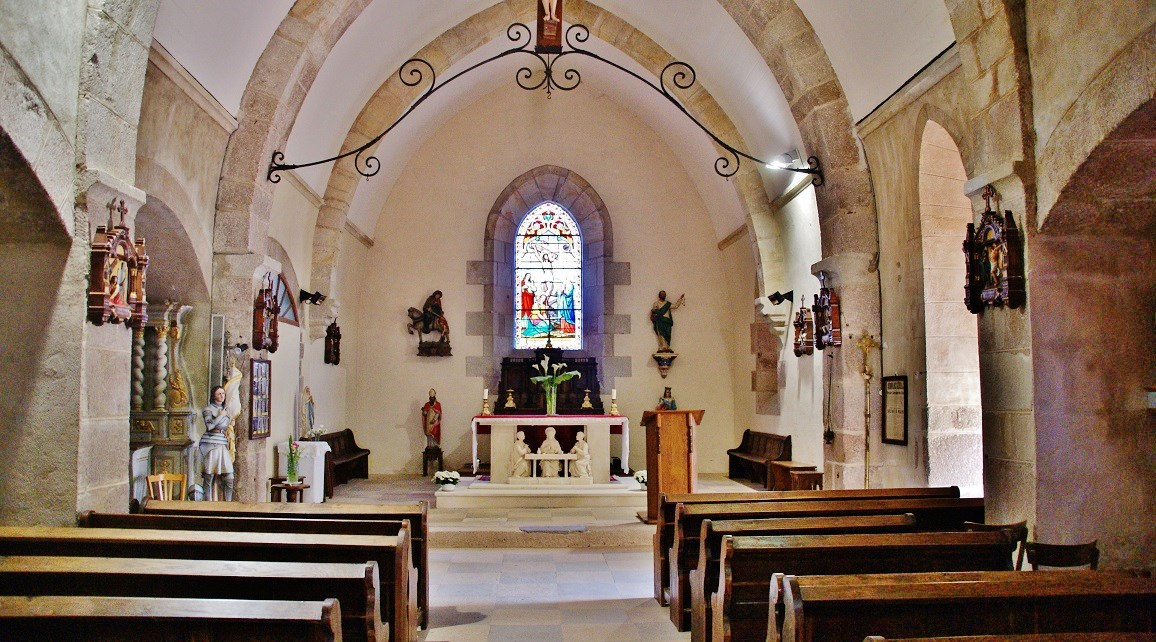
Intérieur de l'église.

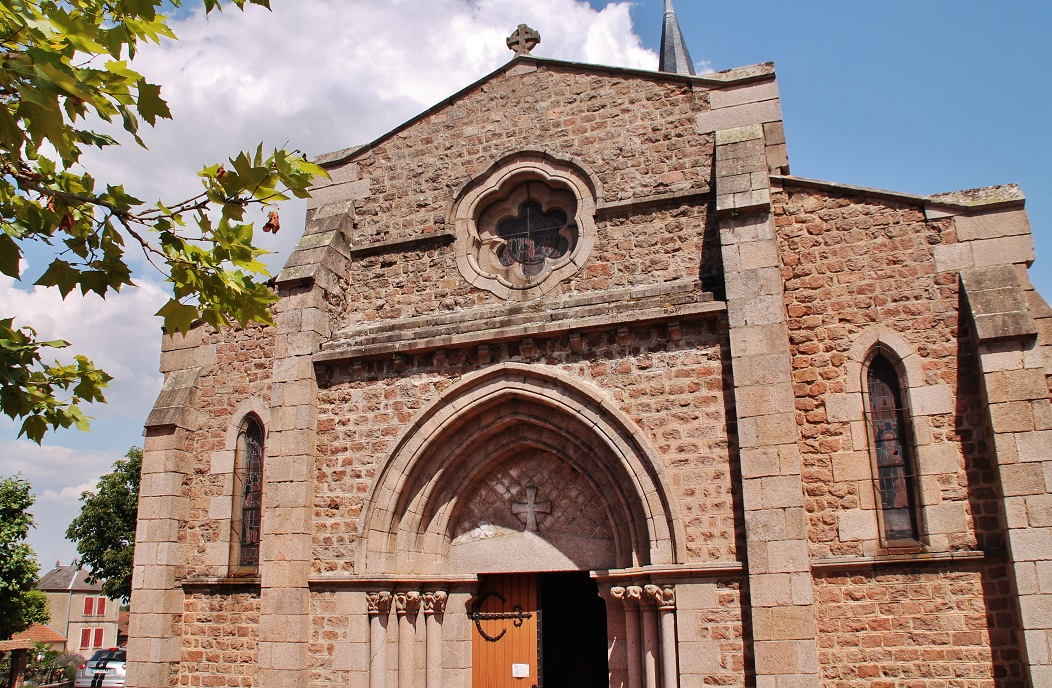
Détail de la façade.

Cette petite église de style gothique rustique de pierres rouges de la région, et d'aspect simple et compact, est de plan longitudinal, à transept non saillant. Les côtés sont marqués par deux petits contreforts étroits à double ressaut. L'église est surplombée d'un clocher carré et massif se dressant au-dessus de la croisée du transept ; il est surmonté d'une haute flèche d'ardoise et ouvert de chaque côté d'une baie moulurée à cintre brisé. La façade occidentale de l'église est coiffée d'un pignon surélevé et éclairée d'une petite rosace en forme d'oculus à huit lobes. Le portail aux ferronneries ornées est surmonté d'un tympan marqué d'une croix et entouré d'une triple voussure en cintre brisé retombant sur des colonnettes à chapiteaux sculptés.
À l'intérieur, la nef est voûtée en berceau brisé, soutenu par des arcs doubleaux. Elle communique avec les bas-côtés par des arcs en cintre brisé. La croisée du transept se prolonge latéralement par deux petites chapelles. Dans les parties orientales, les arcs doubleaux massifs retombent sur des culs-de-lampe. Les vitraux de facture remarquable ont été offerts par les familles de la paroisse Saint-Martin et représentent des saints. On remarque un nombre important de statues saint-sulpiciennes qui font la renommée de cette église, comme Notre Dame de Lourdes, saint Joseph, saint Roch, sainte Anne enseignant la sainte Vierge enfant, saint Pierre tenant les clefs, Jeanne d'Arc, saint Louis, saint Antoine de Padoue, le Sacré-Cœur, sainte Thérèse de l'Enfant-Jésus, etc. La statue la plus ancienne (XVIe – XVIIe siècle) est celle de saint Martin, sur le fond de l'abside à gauche du petit maître-autel de bois ; elle est en bois polychrome et représente saint Martin à cheval partageant son manteau pour un vieillard à béquille.
La table de pierre blanche de l'autel moderne face au peuple est précédée d'un groupe sculpté représentant Jésus présentant l'eucharistie aux deux pèlerins d'Emmaüs.

### Article détaillé
- Liste des églises de l'Allier